# Louise zu Stolberg
Gräfin Louise Auguste Henriette zu Stolberg-Stolberg, auch Luise Stolberg oder L(o)uise von Stolberg genannt, (* 13. Januar 1799 in Stolberg (Harz); † 15. August 1875 ebenda) war eine deutsche Lyrikerin, Übersetzerin und Herausgeberin.

## Unruhige Jugend
Louise wurde als Tochter des Erbgrafen Friedrich zu Stolberg-Stolberg (1769–1803) und der Gräfin Marianne geb. von der Mark geboren. Ihre Mutter war eine uneheliche Tochter des Preußenkönigs Friedrich Wilhelm II. mit Wilhelmine Encke, Gräfin von Lichtenau. Nach der Scheidung ihrer Eltern, die noch im Jahr ihrer Geburt erfolgte, nahm sie der Vater mit nach Dänemark, wo er am 4. März 1800 die Lehnsgräfin der Grafschaft Gyldensteen, Constanze Gräfin Knuth, heiratete. Marianne von der Mark ehelichte am 14. März 1801 den polnischen Freiherrn Kaspar von Miaskowski.
Im Frühjahr 1804 wurde auch die zweite Ehe ihres Vaters geschieden, und er ehelichte in Regensburg die Gräfin Henriette von Jett. Nach längerem Aufenthalt auf Fünen folgte Louise ihrer ebenfalls in dritter Ehe (mit dem Franzosen Etienne de Thierry) verheirateten Mutter nach Paris, wo sie ein Klosterpensionat besuchte.
Mit fünfzehn Jahren kam Louise an den Hof Friedrich Wilhelms III., wo sie sich mit ihrem Cousin, dem Kronprinzen und späteren König Friedrich Wilhelm IV. anfreundete. Nachdem er den Thron bestiegen hatte, wurde Louise zu Stolberg zur glühenden Royalistin. Nach dem Tod ihres Vaters war dessen Bruder Joseph (1771–1839) Regent der Grafschaft Stolberg-Stolberg geworden. Am 22. Mai 1819 heiratete er in Berlin nach Abschluss eines Ehevertrages seine Nichte Louise.
Unter ihren wechselvollen Familienverhältnissen hat sie offenbar gelitten: „Alle meine Verhältnisse heißen Stief!“ bekannte sie 1841 gegenüber Karl August Varnhagen von Ense, wie dieser in seinem Tagebuch notierte. Ein Porträt ihrer Mutter und eine kleine Büste ihrer Großmutter, der Gräfin von Lichtenau, bewahrte sie zeitlebens auf.

## Gräfin in Stolberg
In der Ehe mit dem älteren Erbgrafen stellte sie als Herrin von Schloss Stolberg und auf dem Landsitz in Rottleberode, wo das Paar jeden Sommer verbrachte, ihre praktische Lebenstüchtigkeit unter Beweis. Sie wurde Mutter von fünf Kindern: Alfred (1820–1903), Mathilda (1823–1873), Elisabeth (1825–1907), Maria (1835–1872) und Luise (1835–1872). Nach dem Tod ihres Gemahls übernahm sie die Vormundschaft und Verwaltung, bis ihre Erben volljährig waren. Die Jahre ihrer Witwenschaft verbrachte sie, von wenigen Reisen nach Berlin zu ihrer Halbschwester mütterlicherseits, Josephine Gräfin von Königsmarck geb. von Miaskowski (1804–1862) abgesehen, in Stolberg.
„Sie sorgt für alle nach besten Kräften“, schrieb Varnhagen, „hält Maß und Schranke, vermittelt, erheitert, sie übt das schönste menschliche Geschäft, das weibliche, des Wohlthuns durch ihre Gegenwart, durch Wort und Sinn, wenn die Hand nicht ausreicht.“

## Literarische Tätigkeit
Die anfangs anonym erschienenen, später unter ihrem Namen (in wechselnden Schreibungen) bekannt gewordenen Gedichte der Louise zu Stolberg waren in erster Linie Ausdruck ihrer politischen Gesinnung. Dem regierenden Monarchen in König, von dessen Gottesgnadentum sie überzeugt war, brachte sie rückhaltlose Verehrung entgegen. Drei Gedichtsammlungen widmete sie ihm unter dem Titel Königslieder. Die Märzrevolution von 1848/49 verurteilte sie aufs Entschiedenste. Als der Antrag der Demokraten in der Zweiten Kammer der preußischen Nationalversammlung die Kadettenanstalten in Zivilschulen umwandeln wollten, schrieb sie ihrem Jugendfreund, dem König, einen Protestbrief.
In der Reaktion war sie gelegentlich anonyme Beiträgerin der ultrakonservativen Kreuzzeitung.
Mit ihren Überzeugungen stand sie in unüberbrückbarem Gegensatz zu den Freiheitsbestrebungen der Dichter des Vormärz und des Jungen Deutschlands, die sie als Leserin rezipierte. Reiseberichte von Heinrich Laube las sie mit Begeisterung, mit anderen Autoren suchte sie die polemische Auseinandersetzung. So nahm sie in den Band Psychorama eines Scheintodten satirische Verse und Epigramme gegen Heine und Georg Herwegh auf. Anderen Zeitgenossen wie Alexander von Humboldt, Friedrich Rückert, George Sand und Rahel Varnhagen von Ense widmet sie dichterische Huldigungen.
Mit Rückert verband Stolberg auch das Interesse für die Lyrik Persiens und betrieb Sprachstudien, um aus dem Persischen übersetzen zu können. Eine Reihe von Essays, die sich in ihrem Nachlass befunden haben sollen, müssen als verloren gelten.

## Briefschreiberin
Ausführliche Briefwechsel führte Louise zu Stolberg mit vielen zeitgenössischen Autoren, darunter Bettina von Arnim, Karl August Varnhagen, Friedrich von Bodenstedt und Ida Hahn-Hahn. Der schriftstellernde Hohenzollernprinz Georg von Preußen pflegte ihr seine dramatischen Manuskripte zur Prüfung vorzulegen. Die einst zu 38 Bänden geordnete Briefsammlung muss heute größtenteils als verloren gelten. Teile befinden sich in Archiven und Privatsammlungen; gelegentlich tauchen Einzelstücke im Autographenhandel auf.

## Letzte Lebensjahre
Nach dem Tod Friedrich Wilhelms IV. übertrug sie die Widmung der Königslieder an dessen Witwe Elisabeth. Der Regierung seines Nachfolgers, des späteren Kaisers Wilhelm I. und dem Wirken Bismarcks brachte sie geringeres Interesse entgegen. Die Herausgabe der Tagebücher Varnhagens durch dessen Nichte Ludmilla Assing, die in ihrer Auswahl vorwiegend politische Ereignisse und Stellungnahmen dokumentierte, suchte sie mit einer Broschüre zu konterkarieren, die angeblich „unterdrückte Blätter“ enthielt, in Wirklichkeit waren es Abschriften, die sie von leihweise überlassenen Aufzeichnungen angefertigt hatte.
Nachdem sie bereits im Frühjahr 1875 eine geschwächte Gesundheit zeigte, verstarb Louise zu Stolberg im 76. Lebensjahr am 15. August desselben Jahres.

## Werke
- Königslieder, Stolberg am Harz, Leipzig 1841.
- Psychorama eines Scheintodten, Leipzig 1847.
- Königslieder. Zweite Reihe, Berlin 1858.
- (Hrsg.) Varnhagen von Ense in Stolberg. Unterdrückte Blätter aus seinem Tagebuch, o. O., ca. 1862.
- Die grüne Stube, Berlin 1865.
- Zum Gedächtniß König Friedrich Wilhelms IV. von Preußen. Aeltere und neuere Königslieder, Berlin 1867.